# Leptospira
Leptospira ist eine Gattung der Bakterien, deren Zellen schraubenförmig gewunden sind. Sie werden „eingedeutscht“ auch Leptospiren genannt. Einige Leptospira-Arten können Infektionskrankheiten verursachen, die als Leptospirosen bezeichnet werden.

## Merkmale

### Erscheinungsbild
Es handelt sich um gramnegative, sehr dünne (Durchmesser etwa 0,1 µm), im Mittelstück schraubenförmig gewundene Bakterienzellen. Die Länge variiert mit der Anzahl der Windungen und beträgt zwischen 6 und 20 µm. Die Enden sind hakenförmig oder knopfartig verdickt, wodurch die Zellen von Leptospira einem Kleiderbügel oder Spazierstock ähneln. Bedingt durch die schlanke Form der Zellen können diese die Poren von Membranfiltern passieren, deren Porengröße 0,2 µm oder mehr beträgt. Membranfilter mit derartigen Porengrößen werden in der Mikrobiologie häufig verwendet, um Bakterien aus einer Flüssigkeit zu entfernen, was bei Leptospira nicht gelingt. Die Zellen sind aktiv beweglich (motil). Die Bewegung ist durch Drehungen um die Körperachse gekennzeichnet, die zu schraubenförmigen Vor- und Rückwärtsbewegungen führen. Endosporen werden nicht gebildet.
Auf festen Nährböden wachsen die Zellen zu Kolonien heran, in Reagenzröhrchen erscheinen diese typischerweise in Form einer flachen Scheibe 1–3 cm unter der Oberfläche des Nährmediums. In halbfesten Nährmedien, die weniger als 1 % Agar-Agar enthalten, werden ebenfalls Kolonien unterhalb der Oberfläche gebildet, ihre Form kann wegen der Motilität diffus, also ohne klare Begrenzung sein.

### Wachstum und Stoffwechsel
Leptospira-Arten sind heterotroph. Der Stoffwechsel ist obligat aerob, d. h. die Vertreter der Gattung können sich nur vermehren, wenn Sauerstoff vorhanden ist. Sie besitzen das Enzym Katalase oder andere Peroxidasen. Manche Arten sind mikroaerophil. Im Rahmen des chemoorgano-heterotrophen Stoffwechsels werden bevorzugt langkettige Fettsäuren als Kohlenstoff- und Energiequelle genutzt. Als Stickstoffquelle werden anorganische Ammoniumsalze genutzt, Aminosäuren sind hierfür nicht geeignet.
Wachstum erfolgt bei pH-Werten von 6,8–7,8, optimale Werte sind pH 7,2–7,6. Leptospira-Arten zeigen Wachstum in einem Temperaturbereich von 13 bis 40 °C, der optimale Temperaturbereich liegt bei 28–30 °C. Die Vermehrung durch Zellteilung erfolgt nur langsam, die Generationszeit im Nährmedium liegt zwischen 7 und 16 Stunden, das ist vergleichbar mit der Generationszeit von Treponema pallidum, einem anderen Vertreter aus der Ordnung der Spirochaetales. Hingegen weist beispielsweise Escherichia coli eine Generationszeit von nur 20 Minuten auf. Daher müssen mit Leptospira beimpfte Nährmedien entsprechend lange inkubiert werden, üblich sind 6–14 Tage, bei manchen Arten sind auch vier Wochen oder länger notwendig, bis Kolonien erkennbar sind.

### Chemotaxonomische Merkmale
Der GC-Gehalt (der Anteil der Nukleinbasen Guanin und Cytosin) in der DNA von Leptospira-Arten liegt zwischen 35,3 und 41,0 Mol-Prozent. Die Mureinschicht in der Zellwand enthält die Diaminosäure 2,6-Diaminopimelinsäure als diagnostisch wichtige Aminosäure. Wie für gramnegative Bakterien üblich, ist auf der Zellwand eine äußere Membran aufgelagert. In den darin enthaltenen Lipopolysacchariden ist Methyl-Mannose als Zuckerbaustein von Bedeutung.

### Nachweise
Die Kultivierung von Leptospira-Arten ist unproblematisch, erfordert aber spezielle Nährböden. Sie enthalten häufig einen Zusatz von Serum, Serumalbumin (beispielsweise Rinderserumalbumin) oder langkettigen Fettsäuren mit mindestens 14 Kohlenstoffatomen. Als Wachstumsfaktoren sind Thiamin (Vitamin B1) und Cyanocobalamin (Vitamin B12) notwendig. Die lichtmikroskopische Untersuchung lebender Leptospiren mit der gängigen Hellfeldmikroskopie ist nicht möglich, stattdessen wird mit der Dunkelfeldmikroskopie oder der Phasenkontrastmikroskopie gearbeitet. Zum Anfärben fixierter Zellen ist die Technik zur Ablagerung von kolloidalem Silber geeignet.

## Systematik
Die Gattung Leptospira zählt zu der Familie der Leptospiraceae in der Ordnung der Spirochaetales. Die Typusart ist Leptospira interrogans. Folgende Arten sind bekannt (Stand 2014):
- Leptospira alexanderi Brenner et al. 1999
- Leptospira alstonii Smythe et al. 2013
- Leptospira biflexa (Wolbach & Binger 1914) Noguchi 1918 emend. Faine & Stallman 1982
- Leptospira borgpetersenii Yasuda et al. 1987
- Leptospira broomii Levett et al. 2006
- Leptospira fainei Perolat et al. 1998
- Leptospira idonii Smythe et al. 2013
- Leptospira inadai Yasuda et al. 1987
- Leptospira interrogans (Stimson 1907) Wenyon 1926 emend. Faine & Stallman 1982, Erreger der Weil-Krankheit
- Leptospira kirschneri Ramadass et al. 1992
- Leptospira kmetyi Slack et al. 2009
- Leptospira licerasiae Matthias et al. 2009
- Leptospira meyeri Yasuda et al. 1987
- Leptospira noguchii Yasuda et al. 1987
- Leptospira santarosai Yasuda et al. 1987
- Leptospira terpstrae Smythe et al. 2013
- Leptospira vanthielii Smythe et al. 2013
- Leptospira weilii Yasuda et al. 1987
- Leptospira wolbachii Yasuda et al. 1987
- Leptospira wolffii Slack et al. 2008
- Leptospira yanagawae Smythe et al. 2013

Die Art Leptospira alexanderi ist in der Erstbeschreibung durch Don J. Brenner et al. mit fünf „Genomspezies“ (engl. genomospecies) vertreten. Dabei handelt es sich um Arten, die lediglich nicht benannt wurden, da nur ein Bakterienstamm bzw. in einem Fall zwei Bakterienstämme bekannt sind. Lediglich für Genomspezies 2 wurde der Artname L. alexanderi festgelegt. Da die Bezeichnung als Genomspezies 1, 2 usw. zu Verwirrung geführt hatte, wurde von der Internationalen Kommission für die Systematik der Prokaryoten ein Unterausschuss (Subcommittee on the Taxonomy of Leptospiraceae, „Unterausschuss für die Taxonomie der Leptospiraceae“) gegründet, der 2013 neue Taxa festgelegt hat. Danach wurde Genomspezies 1 als L. alstonii, 3 als L. vanthielii, 4 als L. terpstrae und 5 als L. yanagawae klassifiziert.
Mehrere Arten werden in Serogruppen und Serovare weiter unterteilt.

## Etymologie
Der Gattungsname Leptospira verweist auf das Aussehen der Bakterienzellen mit „zarten Windungen“. Das griechische Wort leptos  bedeutet „dünn“ oder „zart“, das lateinische Wort spira steht für „Windung“.

## Vorkommen und Bedeutung
Leptospira-Arten kommen sowohl parasitär (L. interrogans) bei Menschen und Tieren vor, wie auch freilebend (L. biflexa). Zu den Wirten zählen häufig Nagetiere, aber auch Hunde und Schweine. L. interrogans ist der wichtigste pathogene Vertreter und Erreger der Leptospirosen. L. biflexa, L. meyeri und L. wolbachii sind apathogen. Parasitär lebende Leptospira-Arten besiedeln bevorzugt die Nieren oder die Leber ihres Wirtes. Über die Nieren können sie mit dem Urin ausgeschieden werden, der dann häufig eine Infektionsquelle ist.

## Meldepflicht
In Deutschland ist der direkte oder indirekte Nachweis von humanpathogenen Leptospira (humanpathogene Leptospira sp.) namentlich meldepflichtig nach § 7 des Infektionsschutzgesetzes, soweit der Nachweis auf eine akute Infektion hinweist.
In Österreich sind Verdachts-, Erkrankungs- und Todesfälle an Leptospiren-Erkrankungen gemäß § 1 Abs. 1 Nummer 1 Epidemiegesetz 1950 anzeigepflichtig. Zur Anzeige verpflichtet sind unter anderen Ärzte und Labore (§ 3 Epidemiegesetz).